# Rašeliniště Jizery
Rašeliniště Jizery je národní přírodní rezervace nacházející se na severu České republiky, v Jizerských horách nedaleko státní hranice s Polskem v mělkém údolí Jizery, na české části Velké jizerské louky (Hala Izerska). Nejcennější rašelinná, resp. přírodovědecká lokalita CHKO Jizerských hor. Rašeliniště Jizery je největší rašeliniště v České republice, ještě rozsáhlejší část se nachází na území dnešního Polska. Na polském území byla dlouho přísněji chráněná rezervace relativně malá a nesla označení Torfowisko Izerskie. Od roku 2000 však byla rezervace výrazně rozšířena (dnešní výměra činí 484,73 ha) pod novým názvem Torfowiska Doliny Izery.

## Předmět ochrany
Předmětem ochrany jsou rašeliniště kolem řeky Jizery.

## Flóra
Mimo jiné druhy například: borovice kleč (Pinus mugo), jalovec obecný alpský, smrk (Picea), bříza karpatská (Betula carpatica), bříza zakrslá (Betula nana)

## Fauna
Mimo jiné druhy například: slíďák popelavý (Arctosa cinerea)